# Pečovje
Pečovje – wieś w Słowenii, w gminie Štore. W 2018 roku liczyła 265 mieszkańców.